# Hypoleria parcilimbata
Hypoleria parcilimbata is een vlinder uit de familie Nymphalidae. De wetenschappelijke naam van de soort is voor het eerst geldig gepubliceerd in 1943 door Romualdo Ferreira d'Almeida.